# 中島涼太
中島 涼太(なかしま りょうた、1984年5月10日 - ）は、岐阜県垂井町出身のプロフットサル選手。弟の中島千博もフットサル選手。元妻はスノーボーダーの内山ミエ。

## 経歴
静岡翔洋高校卒業後、会社員として働きながら東海フットサルリーグ2部のFALCO GIFU（ファルコ岐阜）でプレー。テスト生を経て、2010年7月にFリーグの湘南ベルマーレフットサルクラブに移籍。岐阜県出身者として初のFリーガーとなる。
2011年、ステラミーゴいわて花巻に移籍。2012年4月、Fリーグに新たに加盟したアグレミーナ浜松に移籍。2014年4月、ヴォスクオーレ仙台へ移籍。2016/2017シーズンはヴォスクオーレ仙台サテライトの選手兼監督に就任2016年12月7日、2016/2017シーズンをもっての現役引退を発表した。

## 所属クラブ
サッカー歴
- レインボー垂井FC
- 東海大翔洋高

フットサル歴
- FALCO岐阜
- 2010年  湘南ベルマーレ
- 2011年  ステラミーゴいわて花巻
- 2012年-2013年  アグレミーナ浜松
- 2014年-2016年  ヴォスクオーレ仙台